# Ursa (Finlande)
Pour les articles homonymes, voir Ursa.
Ursa (finnois : Tähtitieteellinen yhdistys Ursa ry) est une association astronomique finlandaise fondée le 2 novembre 1921.
Son siège est à Helsinki. 
En 2012, Ursa a 17 475 membres.